# Font Freda (Santa Engràcia)
La Font Freda és una font del municipi de Tremp, del Pallars Jussà, a l'antic terme de Gurp de la Conca, en territori del poble de Santa Engràcia. És a 969 msnm, al nord de Santa Engràcia, a la dreta del barranc de Fontfreda, al qual dona nom. Queda a prop, al nord-oest, d'un marcat revolt de la pista que mena de Salàs de Pallars a Santa Engràcia.